# Кузнецов Євген Борисович
Євген Борисович Кузнецов (рос. Евгений Борисович Кузнецов, нар. 30 серпня 1961, Ярославль) — радянський та російський футболіст, що грав на позиції півзахисника. По завершенні ігрової кар'єри — тренер. Заслужений майстер спорту СРСР (1989).
Виступав, зокрема, за клуб «Спартак» (Москва), з яким став дворазовим чемпіоном СРСР, а також олімпійську збірну СРСР. У складі збірної — олімпійський чемпіон 1988 року.

## Клубна кар'єра
Народився 30 серпня 1961 року у місті Ярославль. Вихованець ярославської СДЮСШОР «Ярославець». У дорослому футболі дебютував 1980 року виступами за команду «Шинник», в якій провів два сезон, взявши участь у 66 матчах Першої ліги СРСР.
Своєю грою за цю команду привернув увагу представників тренерського штабу вищолігового клубу «Спартак» (Москва), до складу якого приєднався на початку 1982 року. Відіграв за московських спартаківців наступні вісім сезонів своєї ігрової кар'єри. Більшість часу, проведеного у складі московського «Спартака», був основним гравцем команди. За цей час двічі виборював титул чемпіона СРСР у 1987 і 1989 роках, а також дійшов до чвертьфіналу Кубка УЄФА в 1984 році.
1990 року Кузнецов відправився до Швеції, де грав у складі місцевих команд «Норрчепінг» та «Шеллефтео ФФ», а 1995 року ненадовго повернувся до Росії, зігравши 10 ігор у Вищій лізі за «Локомотив» (Москва) і ставши віце-чемпіоном країни.
У 1996 році грав за південнокорейський «Чоннам Дрегонс», але не був основним гравцем, зігравши лише 8 ігор в чемпіонаті і наступного року знову відправився до Швеції, виступаючи за «Естерс» та «М'єльбю», а завершив ігрову кар'єру у місцевій нижчоліговій команді «Карлскруна», де був граючим тренером. В подальшому також очолював команди «Естерс» та «Анжі».

## Виступи за збірну
За юнацьку збірну СРСР зіграв 9 матчів.
У 1983 та 1986—1988 роках захищав кольори олімпійської збірної СРСР. У складі цієї команди провів 14 матчів, забив 2 голи і був учасником футбольного турніру на Олімпійських іграх 1988 року у Сеулі, де зіграв у п'яти іграх.

## Титули і досягнення

### Як гравця
- Чемпіон СРСР (2):

«Спартак» (Москва): 1987, 1989
- Володар Кубка Федерації футболу СРСР (1):

«Спартак» (Москва): 1987
- Володар Кубка Швеції (1):

«Норрчепінг»: 1991
- Олімпійський чемпіон (1):

СРСР (ол.): 1988

### Індивідуальні
- Включений до списку 33 найкращих футболістів СРСР: № 2 (1988, 1989)
- Майстер спорту СРСР: 1981
- Заслужений майстер спорту СРСР: 1989
- Орден Пошани: 1989 рік